# No.1 (BoAのアルバム)
『No.1』（ナンバーワン）は、韓国出身の女性歌手BoAの、韓国版アルバム2集として発表されたアルバム。

## 概要
2002年3月に発売された日本における1stアルバム「LISTEN TO MY HEART」がオリコン初登場1位という予想を超えた反響を示した後に、同年4月に発表された日韓同時発売のセカンドアルバムであり、デビュー以来韓国国内には海外進出を目論むBoAに対して異を唱えるネチズンが散見された中、これを押しのけ日本におけるBoAに対する好評を受けて、韓国国内でも初めて売上1位を記録した。また、この時期にFIFAワールドカップ日韓共催大会において韓国代表が勝ち進むと、この曲がラジオ番組などを通じて応援曲としてしばしば取り上げられた。
この年の11月に開催された韓国の「m-net」の「2002 Music Video Festival」においては「最優秀作品賞」を、さらに同年12月29日のSBSの「가요대전（歌謡大典）」では「大賞」を獲得し、それぞれの授賞式では感極まって号泣している。なお、この曲「No.1」は同年9月に日本で発売された8thシングル「奇蹟/NO.1」のカップリング曲として日本語版も製作され、自身のアリーナツアーのクライマックスで歌われる定番として知られている。日本語版と朝鮮語版では歌詞の内容が違う点に注意を要する。
韓国版の場合にはパソコンで使用すると、写真集をダウンロードできるなどの特典が付く。日本版はCCCD仕様となっており、ボーナストラックとして「No.1 (English Version)」が収録されている。
韓国国内版の初回版と現行版および日本版においては、タイトル曲「No.1」および「My Sweetie」「Listen To My Heart」の3曲のアレンジが微妙に異なっており、特に「No.1」の初版アレンジは、明らかに日本語現行版との違いが明確である。台湾版においては、韓国初回版のアレンジに準拠するものではあるが、日本版においては韓国現行版に見られるアレンジのものが収録されている。収録曲のうち「No.1」と「Realize - Stay with me 」は、後に日本語版が制作され、日本において発売された。
また、当盤収録の「Realize」はBoAが初めて作詞作曲を行ったものとして知られており、この曲の日本語版は、日本での7thシングル「VALENTI」のカップリング曲としても収録されている。

## 収録曲
1. No. 1
PVは日本で撮影されており、東京タワーなどが映っている。監督は「LISTEN TO MY HEART」や「Every Heart -ミンナノキモチ-」を手がけた竹石渉。
所謂韓国初回版ではDon't start nowの流れを汲むようなキックの強いアレンジとなっている。
2. My Sweetie
作曲：ユ・ヨンジン
所謂韓国初回版ではアレンジに大差はないが、ラストの「One,Two」の部分にエコーがかけられているという違いがある。
3. 늘（ヌル） - Waiting
作曲：カンタ
「늘（ヌル） - Waiting」は、「いつも - 待っている」の意。
4. Tragic
作曲：アン・イクス
5. Shy Love
作曲：コ・ヨンチョ
6. Day
作曲：BoA
7. Dear My Love..
作曲：BoA
8. 난（ナン） - Beat It!
作曲：カンタ
「난」は、「私は…」の意。
9. P.O.L. - Power Of Love
作曲：S.Y.M.
10. My Genie
作曲：カン・ウォンソク
11. Pain-Love
作曲：ユ・チャンモ
12. Happiness Lies
13. Realize (Stay With Me)
作曲：BoA
14. Azalea
作曲：キム・ミソン
15. Listen To My Heart    (Bonus Track)
所謂韓国初回版はコーラスがやや過剰気味である。このバージョンは後に「MIRACLE」に再録された。
16. No. 1 (English Version) （日本版 Bonus Track)
日本版のみに収録。